# Мосгайм (Теннессі)
Мосгайм (англ. Mosheim) — місто (англ. town) в США, в окрузі Грін штату Теннессі. Населення — 2479 осіб (2020).

## Географія
Мосгайм розташований за координатами 36°11′44″ пн. ш. 82°57′54″ зх. д. / 36.19556° пн. ш. 82.96500° зх. д. (36.195566, -82.964973).  За даними Бюро перепису населення США в 2010 році місто мало площу 15,87 км², уся площа — суходіл.

## Демографія
Згідно з переписом 2010 року, у місті мешкали 2362 особи в 975 домогосподарствах у складі 683 родин. Густота населення становила 149 осіб/км².  Було 1088 помешкань (69/км²).
Расовий склад населення:
| - 96,7 % — білих - 0,7 % — чорних або афроамериканців - 0,2 % — азіатів |

До двох чи більше рас належало 1,4 %. Частка іспаномовних становила 1,7 % від усіх жителів.
За віковим діапазоном населення розподілялося таким чином: 22,0 % — особи молодші 18 років, 62,5 % — особи у віці 18—64 років, 15,5 % — особи у віці 65 років та старші. Медіана віку мешканця становила 40,5 року. На 100 осіб жіночої статі у місті припадало 94,6 чоловіків;  на 100 жінок у віці від 18 років та старших — 88,3 чоловіків також старших 18 років.
Середній дохід на одне домашнє господарство  становив 42 798 доларів США (медіана — 35 097), а середній дохід на одну сім'ю — 45 569 доларів (медіана — 37 054). Медіана доходів становила 35 467 доларів для чоловіків та 24 452 долари для жінок. За межею бідності перебувало 18,6 % осіб, у тому числі 32,8 % дітей у віці до 18 років та 4,6 % осіб у віці 65 років та старших.
Цивільне працевлаштоване населення становило 1208 осіб. Основні галузі зайнятості: виробництво — 19,9 %, освіта, охорона здоров'я та соціальна допомога — 19,1 %, роздрібна торгівля — 16,2 %.